# 메스키타

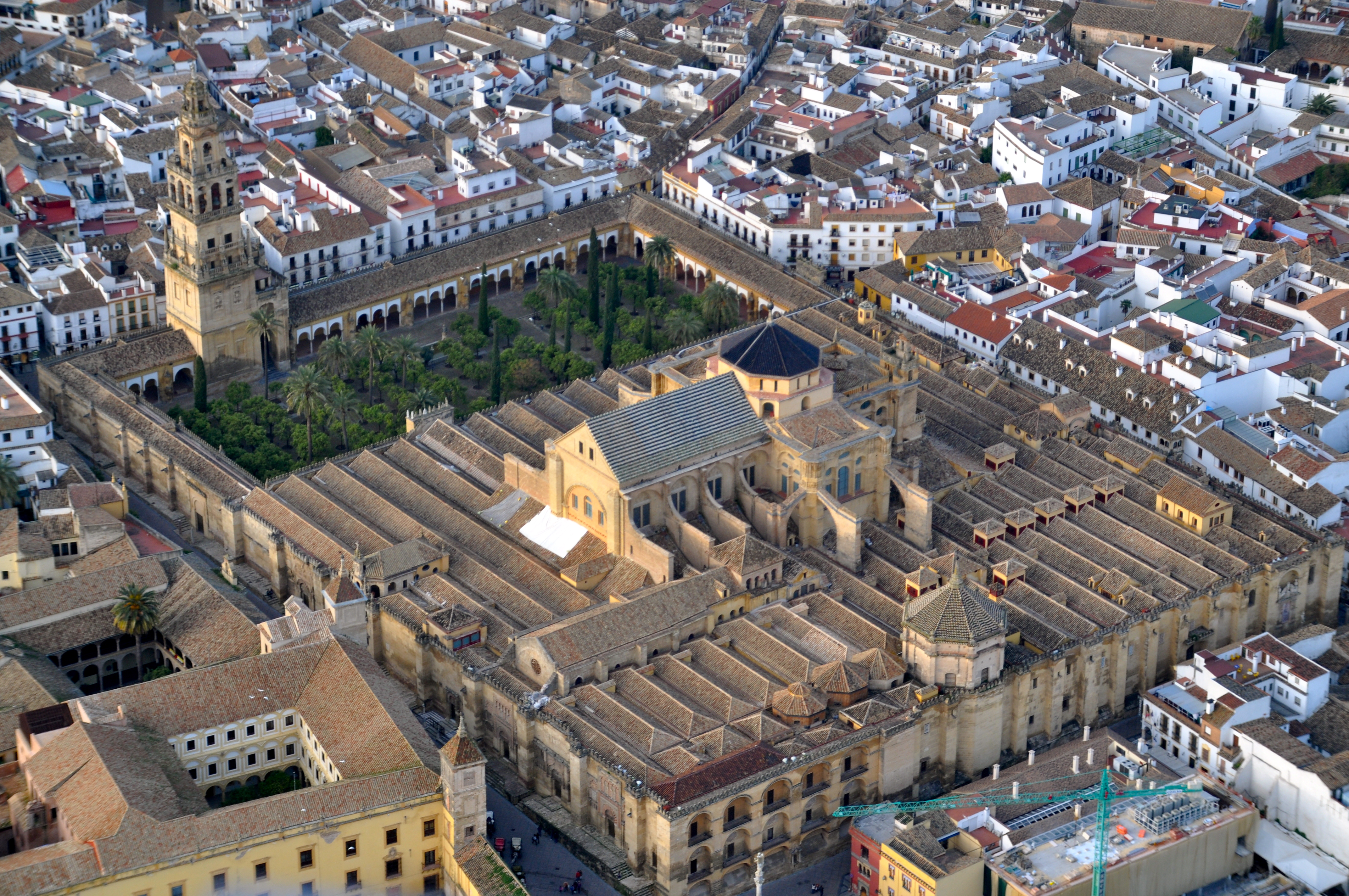
메스키타

메스키타(스페인어: Mezquita)는 스페인어로 "모스크"라는 뜻으로, 아랍어 "마스지드"(مسجد)에서 유래한다. 그러나 일반적으로 고유명사로서, 스페인 안달루시아 지방 코르도바에 있는 가톨릭 교회의 주교좌 성당 "코르도바 산타마리아 성당"(Catedral de Santa María de Córdoba)을 가리키는 경우가 많다. 이 메스키타는 스페인에 현존하는 유일한 큰 모스크이며, 코르도바 대모스크라고도 한다.
메스키타는 코르도바 토후국의 최초의 아미르였던 아브드 알라흐만 1세의 명으로 785년에 건설되었으며, 이후 10세기 후반까지 여러 차례 증축되었다.